# اکسپلورز کلاب
اکسپلورز کلاب (انگلیسی: The Explorers Club) به معنی باشگاه کاوشگران یک انجمن حرفه‌ای چند رشته‌ای بین‌المللی مستقر در آمریکا با هدف ترویج مطالعات میدانی و حمایت از اکتشافات علمی است.
این باشگاه در سال ۱۹۰۴ میلادی در شهر نیویورک تأسیس شد و از آن زمان به عنوان یک مرکز ملاقات برای کاشفان و دانشمندان در سراسر جهان خدمت کرده است.
اکسپلورز کلاب، هر سال میزبان یک ضیافت شام برای گرامیداشت دستاوردهای اکتشافی است، که به خاطر غذاهای غیر متعارف خود از تقاط دوردست جهان معروف است.